# Kirkovo (huyện)
Kirkovo là một huyện thuộc tỉnh Kardzhali, Bungaria. Dân số thời điểm năm 2001 là 24220 người.